# Octolobus spectabilis
Octolobus spectabilis là một loài thực vật có hoa trong họ Cẩm quỳ. Loài này được Welw. mô tả khoa học đầu tiên năm 1869.